# Хини, Шеймас
Ше́ймас (Ше́ймус) Джа́стин Хи́ни (англ. Seamus Justin Heaney; 13 апреля 1939, Кастлдоусон, Северная Ирландия — 30 августа 2013, Дублин) — ирландский писатель, поэт, переводчик и преподаватель. Лауреат Нобелевской премии по литературе 1995 года. Доктор, иностранный член Американского философского общества (2000). Его даже назвали величайшим поэтом Ирландии со времен Уильяма Батлера Йейтса.

## Биография
Родился на ферме Моссбон в североирландском графстве Лондондерри, в католической семье. В 1961 году окончил Университет Квинс в Белфасте. Преподавал в школе, где директором был писатель Майкл Маклаверти, который познакомил его с поэзией Патрика Каванаха. Начал писать стихи и вскоре стал публиковаться в литературных журналах. Его первая небольшая книга «Одиннадцать стихотворений» была издана в ноябре 1965 года. В 1966 году вышел первый полноформатный сборник «Смерть натуралиста». За ним последовали многие другие. В 1972 году перебрался с семьёй в Ирландию, жил в Дублине, где затем преподавал в колледже. В 80-х годах работал в Гарвардском университете в должности профессора (с 1982 по 1996), и с 1989 по 1994 год — в Оксфордском университете (как профессор поэзии).
В 1995 году ему была присуждена Нобелевская премия по литературе «За лирическую красоту и этическую глубину поэзии, открывающую перед нами удивительные будни и оживающее прошлое». Лауреат литературной премии Дэвида Коэна (2009).
- Премия Т. С. Элиота (2006)
- Cunningham Medal[англ.] (2008)

Перевод англосаксонской эпической поэмы «Беовульф», сделанный Шеймасом Хини, стал бестселлером в Англии и США.

## Высказывания
Из Нобелевской речи:

«Только поэзия способна установить такой порядок вещей, который одинаково подчиняется и воздействию внешнего мира, и внутренним законам поэтического естества».
В лекции «Назначение поэзии» (1988) Хини признаёт неизбежность связи поэзии и исторической действительности — преимущественно в символико-мифологической форме.

### Сборники стихов
- Blackberry Picking
- Mid Term Break
- Digging (Faber & Faber, 1966)
- Смерть натуралиста / Death of a Naturalist (Faber & Faber, 1966)
- Дверь во тьму / Door into the Dark (Faber & Faber, 1969)
- Wintering Out  (Faber & Faber, 1972)
- Север / North  (Faber & Faber, 1975)
- Полевые работы / Field Work  (Faber & Faber, 1979)
- Selected Poems 1965-1975  (Faber & Faber, 1980)
- An Open Letter  (Field Day, 1983)
- Остров покаяния / Station Island (Faber & Faber, 1984)
- Фонарь боярышника / The Haw Lantern (Faber & Faber, 1987)
- New Selected Poems 1966-1987 (Faber & Faber, 1990)
- Seeing Things (Faber & Faber, 1991)
- Sweeney's Flight (with Rachel Giese, photographer) (Faber & Faber, 1992)
- Ватерпас / The Spirit Level  (Faber & Faber, 1996)
- Opened Ground: Poems 1966-1996  (Faber & Faber, 1998)
- Electric Light  (Faber & Faber, 2001)
- District and Circle (Faber & Faber, 2006)

### Переводы
- Sweeney Astray: A version from the Irish (Field Day, 1983)
- The Midnight Verdict: Translations from the Irish of Brian Merriman and from the Metamorphoses of Ovid (Gallery Press, 1993)
- Jan Kochanowski: Laments (Faber & Faber, 1995)
- Beowulf (Faber & Faber, 1999)
- Diary of One Who Vanished (Faber & Faber, 1999)

### Эссе
- Предпочтения / Preoccupations: Selected Prose 1968—1978  (Faber & Faber, 1980)
- The Government of the Tongue  (Faber & Faber, 1988)
- Единоначалие речи / The Place of Writing  (Emory University, 1989)
- The Redress of Poetry: Oxford Lectures  (Faber & Faber, 1995)
- Поэзия-возместительница / Crediting Poetry: The Nobel Lecture  (Gallery Press, 1995)
- Finders Keepers: Selected Prose 1971—2001  (Faber & Faber, 2002)

### Издания на русском языке
- Хини, Шеймас. ЧУР, МОЁ!: избранные эссе и стихотворения. — М.: Текст, 2007. — 301 с. — 2000 экз. — ISBN 978-5-7516-0608-6.
- Шеймус Хини. Стихи разных лет: из книг 1966—1996 гг. Перевод Аллы Михалевич. Санкт-Петербург. ООО «Русская коллекция СПБ», 2012.— 76 с. ISBN 978-5-901440-78-0